# Jassem Al-Houwaidi
Jassem Mohammed Ibrahim Al-Houwaidi (in arabo جاسم الهويدي‎?; Al Kuwait, 28 ottobre 1972) è un calciatore kuwaitiano, ex attaccante della nazionale di calcio del Kuwait.

## Carriera

### Club
Nel 1991 ha esordito con la maglia del Al-Salmiya dove ha collezionato 40 presenze e messo a segno 37 goal. Ha poi giocato nell'Al-Shabab, nell'Al-Hilal e nell'Al-Ryyan per poi concludere la sua carriera ritornando nell'Al-Salmiya. Nel 1998, dopo aver messo a segno 20 goal, diventa il bomber dell'anno che viene assegnato dall'IFFHS ogni anno solare al miglior attaccante, tenendo conto dei gol messi a segno a livello internazionale con squadre di club e nazionali.

### Nazionale
Ha fatto parte della nazionale di calcio del Kuwait dal 1992 al 2009, vincendo due coppe delle nazioni del golfo, ha ottenuto una medaglia d'argento ai giochi asiatici e con la sua nazionale e giunse due volte terzo nella Coppa araba. Nel 1992 ha gareggiato, rappresentando il Kuwait, ai giochi olimpici di Barcellona.

## Palmarès

### Individuale
- Miglior marcatore internazionale dell'anno IFFHS: 1

1998